# الانتفاخ الناجم عن النيوترونات
الانتفاخ الناجم عن النيوترونات هو زيادة الحجم وتقليل كثافة المواد المعروضة لاشعاع نيوتروني مكثف، تؤثر النيوترونات على شبكة المادة في إعادة ترتيب ذراتها. مما يتسبب في تراكم الاضطرابات والعيوب الفراغية وطاقة ويغنر، جنبا إلى جنب مع تقليل القوة الناتج والتقصف فهو مصدر قلل كبير للمفاعلات النووية.
تظهر المواد اختلافات كبيرة في مقاومة الانتفاخ.